# I giardini di marzo
«I giardini di marzo» (с итал. — «Мартовские сады») — песня 1972 года, написанная Лучо Баттисти на слова Могола, аранжированная Джаном Пьеро Ревербери и исполненная Лучо Баттисти.
Песня построена на крещендо, с минималистичной музыкой и дрожащим, шепчущим голосом в начале, за которым следует постепенная мелодическая и оркестровая увертюра, структура которой отражает текст песни, в котором изначально представлен мрачный портрет депрессии, который постепенно открывается надежде.
Баттисти записал песню на французском языке («Les jardins de septembre») и на немецком («Gärten im März»). Среди артистов, записавших кавер-версии: Мина, Вики Леандрос, Лигабуэ, Ричард Клейдерман, Эудженио Финарди, Formula 3, Василиса Папаконстантину.

## Список композиций
7"-сингл
A. «I giardini di marzo» — 5:33
B. «Comunque bella» — 3:53

## Чарты
| Чарты (1972)                        | Высшая позиция |
| ----------------------------------- | -------------- |
| Италия (Discografia internazionale) | 1              |
| Италия (Musica e dischi)            | 1              |
| Чарты (2019)                        | Высшая позиция |
| Италия (FIMI)                       | 80             |

## Сертификации и продажи
| Регион                                                                      | Сертификация | Продажи |
| --------------------------------------------------------------------------- | ------------ | ------- |
| Италия (FIMI)                                                               | Платиновый   | 100 000 |
| Данные о продажах + прослушиваниях приведены только на основе сертификации. |              |         |